# Greg Burke
Gregory Joseph "Greg" Burke (* 8. listopadu 1959, St. Louis, Missouri) je americký novinář, numerář Opus Dei, komunikační poradce Státního sekretariátu Vatikánu a papeže Františka a zástupce ředitele Tiskového střediska Svatého stolce.
Od 1. srpna 2016 má nahradit Federica Lombardiho ve funkci ředitele Tiskového střediska. Dříve působil jako korespondent pro Fox News a časopis Time.